# Autores.uy
autores.uy je podatkovna zbirka avtorjev, ki jo je ustvaril in jo vzdržuje urugvajski projekt Creative Commons, s podporo in sodelovanjem Biblioteca Nacional de Uruguay, Biblioteca del Poder Legislativo de Uruguay in Narodnega muzeja vizualnih umetnosti Urugvaja. Ministrstvo za izobraževanje in kulturo Urugvaja je zbirki dodelilo status delovanja v kulturnem interesu. Njen glavni cilj je zagotavljati informacije o statusu avtorskih pravic urugvajskih avtorjev, prepoznati, katerih dela so v javni lasti, ter digitalizacija teh del. Platforma omogoča spletni dostop do pisnih in vizualnih del v javni lasti.
Od decembra 2017 podatkovna baza vsebuje več kot 13.000 indeksiranih avtorjev.